# Elmar Gasimov
Elmar Gasimov (Xirdalan, 2 de novembro de 1990) é um judoca azeri da categoria até 100 quilos.
Obteve a medalha de prata nos Jogos Olímpicos de 2016 ao ser derrotado na luta final pelo tcheco Lukáš Krpálek.